# 费尔瓦克
费尔瓦克（法語：Fervaques，法語發音：[fɛʁvak] ⓘ）是法国卡尔瓦多斯省的一个旧市镇，属于利雪区。2016年，费尔瓦克与临近的21个市镇合并为新市镇利瓦罗派多日。

## 地理
费尔瓦克（49°2'28"N, 0°15'14"E）面积10.67 平方千米，位于法国诺曼底大区卡爾瓦多斯省，该省份为法国西北部沿海省份，北濒大西洋英吉利海峡，东北与滨海塞纳省以海上边界相接，东临厄尔省，南至奧恩省，西与芒什省接壤。
与费尔瓦克接壤的市镇（或旧市镇、城区）包括：欧坎维尔、塞尔奈、谢夫勒维尔-托南库尔、拉克鲁普特、勒梅尼勒日耳曼、库尔松圣母村、圣西尔迪龙斯赖、托尔杜埃、瓦洛尔比凯。

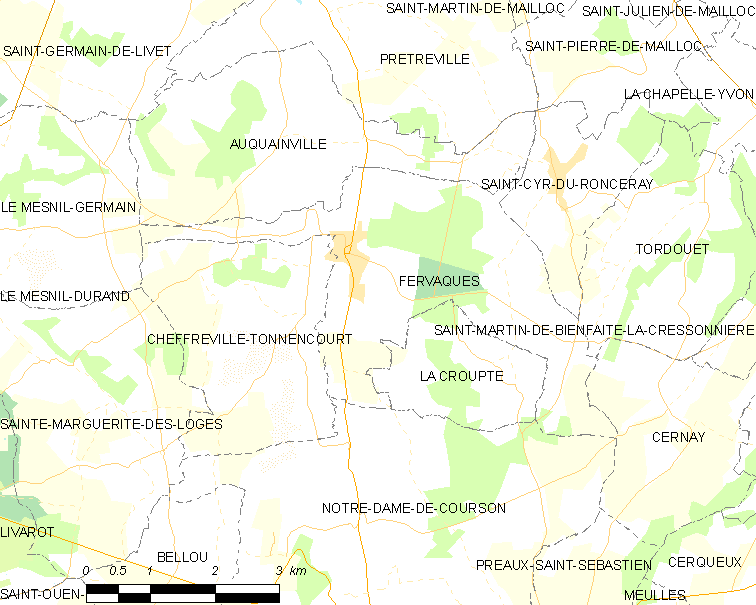
费尔瓦克的OSM定位图

费尔瓦克的时区为UTC+01:00、UTC+02:00（夏令时）。

## 行政
费尔瓦克的邮政编码为14140，INSEE市镇编码为14265。

## 政治
费尔瓦克所属的省级选区为利瓦罗派多日县。

## 人口

1962-2008年间费尔瓦克人口变化图示

费尔瓦克于2018年1月1日时的人口数量为724人。